# Bittacus tjederi
Bittacus tjederi is een schorpioenvlieg uit de familie van de hangvliegen (Bittacidae). De wetenschappelijke naam van de soort is voor het eerst geldig gepubliceerd door Londt in 1970.
De soort komt voor in Zuid-Afrika.